# Звежинецкий дом
Звежине́цкий дом или Звежинецкий артистической салон (пол. Zwierzyniecki Salon Zwierzyniecki Salon Artystyczny) — филиал Краковского исторического музея, находящийся в Кракове по улице Королевы Ядвиги, 41 в районе Звежинец. В музее находится выставка, представляющая историю творчества артистов из Звежинца, служивших в королевском театре.

## История
Здание было построено Яном Флочиком на границе XIX и XX веков. В 1912 году в этом доме проживал два месяца Владимир Ленин с семьёй, в связи с чем после Второй мировой войны местная власть выкупила дом для организации в нём музея. C 1970 по 1990 год в этом здании находился филиал краковского музея Ленина. C 1993 года в здании стал находиться филиал Краковского исторического музея под названием «Звежинецкий артистический салон», в котором был представлен быт рабочего начала XX века. С 2010 музей стал называться «Звежинецкий дом» и в нём стали года экспонировать творчество артистов из Звежинца.
В настоящее время филиал ведёт просветительскую работу, связанную с историей Звежинца.